# Merkhet

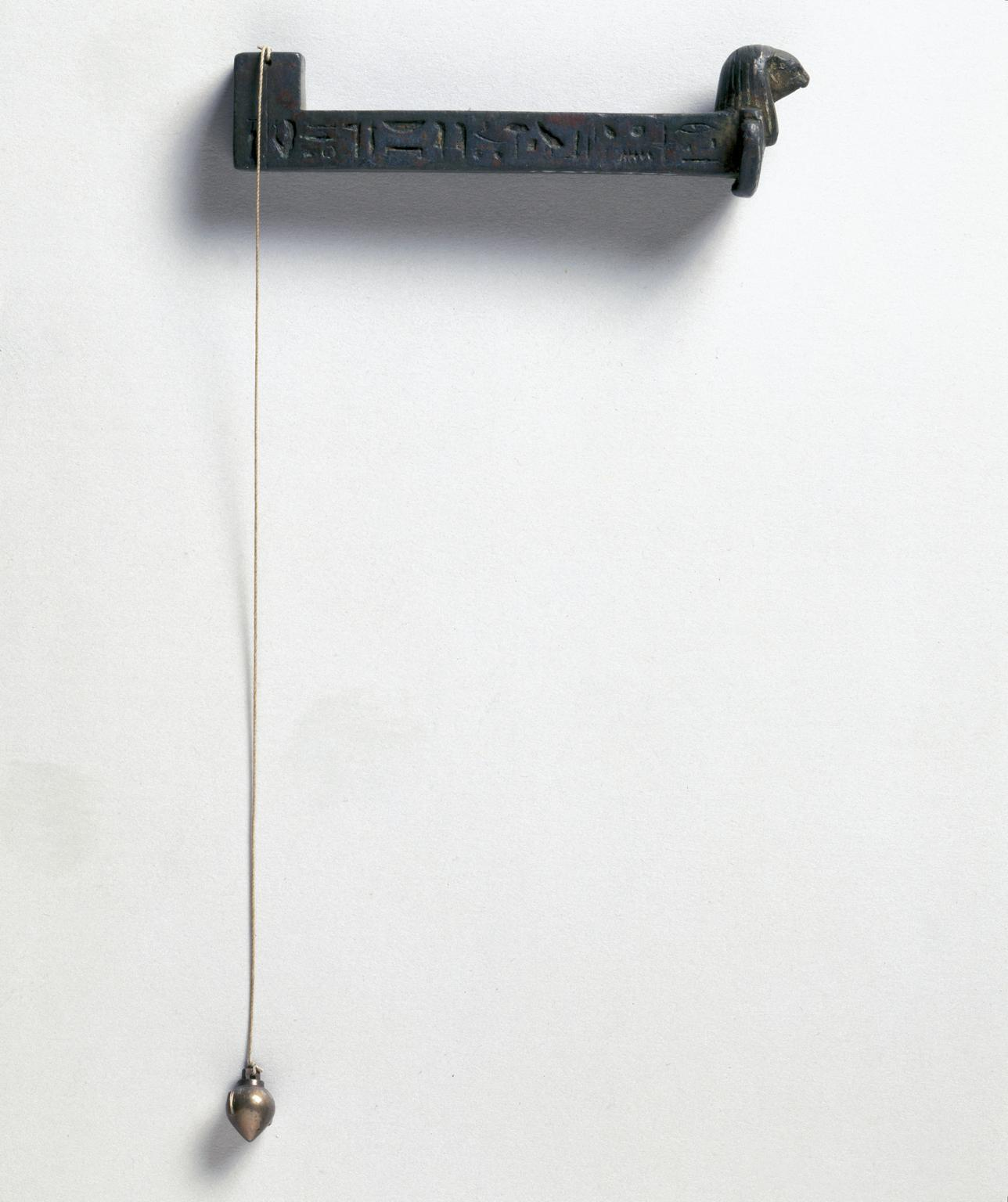
Esemplare di merkhet conservato al Museo della Scienza, Londra.

Il merkhet ( in lingua egizia antica traslitterato in mrḫt) era uno strumento astronomico formato da una foglia di palma avente un intaglio sulla sommità ed una squadra col filo a piombo. Questo strumento veniva usato per determinare l'asse del tempio o delle piramidi, per osservare il transito al meridiano delle stelle ed anche in agrimensura per misurare i campi. 

## Principio di funzionamento
Per conoscere le ore della notte, quando un orologio solare non poteva essere impiegato, due o più osservatori stavano seduti ad una giusta distanza l'uno di fronte all'altro, secondo l'asse Nord-Sud, tenendo lo strumento nelle mani. La nervatura della palma serviva come mirino con il quale si traguardavano le stelle (chiamate decani) che culminavano attraverso il filo a piombo della squadra e riferendosi alla sagoma dell'osservatore che volgeva le spalle a sud; un aiutante leggeva l'ora secondo la posizione che una costellazione dei decani aveva sulla tavola stellare, che indicava l'ora in cui essa passava sopra al meridiano del posto. Questo oggetto, secondo alcune fonti, risale addirittura al 2600 a.C. Molto probabilmente grazie a questo strumento era possibile, nella costruzione delle piramidi, raggiungere un grado di precisione di allineamento con i punti cardinali altissimo. 